# تچ
تچ (به فرانسوی: Têche) یک کمون در فرانسه است که در Canton of Saint-Marcellin واقع شده‌است.

## خصوصیات
تچ ۵٫۰۳ کیلومترمربع مساحت و ۴۹۳ نفر جمعیت دارد و ۲۵۹ متر بالاتر از سطح دریا واقع شده‌است.